# Konárovice
Konárovice jsou obec ležící v okrese Kolín asi 7 km východně od Kolína. Žije zde 992 obyvatel a jejich katastrální území má rozlohu 1088 ha. V roce 2011 zde bylo evidováno 409 adres.
Konárovice je také název katastrálního území o rozloze 10,81 km2. K obci též patří osady Jelen a Labuť a samoty Nadávka a Včelín.

## Historie
První písemná zmínka o obci pochází z roku 1352.

### Územněsprávní začlenění
Dějiny územněsprávního začleňování zahrnují období od roku 1850 do současnosti. V chronologickém přehledu je uvedena územně administrativní příslušnost obce v roce, kdy ke změně došlo:
- 1850 země česká, kraj Pardubice, politický i soudní okres Kolín[6]
- 1855 země česká, kraj Čáslav, soudní okres Kolín
- 1868 země česká, politický i soudní okres Kolín
- 1939 země česká, Oberlandrat Kolín, politický i soudní okres Kolín[7]
- 1942 země česká, Oberlandrat Praha, politický i soudní okres Kolín[8]
- 1945 země česká, správní i soudní okres Kolín[9]
- 1949 Pražský kraj, okres Kolín[10]
- 1960 Středočeský kraj, okres Kolín
- 2003 Středočeský kraj, obec s rozšířenou působností Kolín

### Rok 1932
V obci Konárovice (845 obyvatel, poštovní úřad, četnická stanice, katol. kostel) byly v roce 1932 evidovány tyto živnosti a obchody: 5 hostinců, 2 koláři, konsum, kovář, obuvník, pekař, 6 obchodů se smíšeným zbožím, 3 trafiky, velkostatek.

## Pamětihodnosti
- kostel Povýšení sv. Kříže
- konárovický zámek – původně raně barokní stavba z roku 1661, přestavěná do současné rokokové podoby roku 1775
- špitál čp. 12 se sochou sv. Jana Nepomuckého

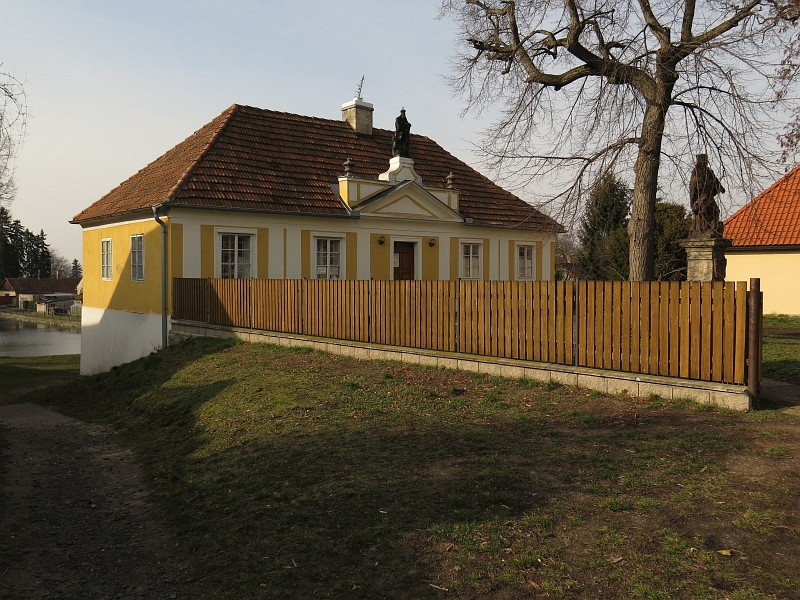
Špitál se sochou svatého Jana Nepomuckého
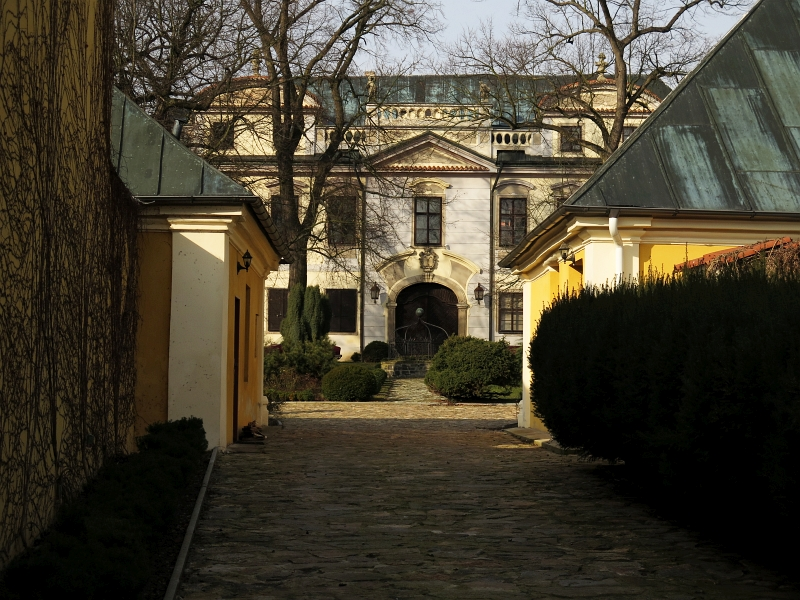
Zámek

## Doprava
Dopravní síť
- Pozemní komunikace – Poblíž zastavěného území obce probíhá silnice II/322 Přelouč - Týnec nad Labem - Konárovice - Kolín.

- Železnice – Železniční trať ani stanice na území obce nejsou. Nejblíže obci je železniční stanice Starý Kolín ve vzdálenosti asi 4 km, a dále Kolín a Týnec nad Labem, obé ve vzdálenosti 6 km. V Kolíně se stýkají tratě 010, 011, 014, 230, 231

Veřejná doprava 2011
- Autobusová doprava – Z obce vedly autobusové linky např. do těchto cílů: Chlumec nad Cidlinou, Kolín, Týnec nad Labem, Žiželice (dopravce Okresní autobusová doprava Kolín, s. r. o.).